# دومین استیضاح دونالد ترامپ
دونالد ترامپ، چهل و پنجمین رئیس‌جمهور ایالات متحده آمریکا، در ۱۳ ژانویه ۲۰۲۱ برای دومین مرتبه توسط مجلس نمایندگان استیضاح شد. مجلس نمایندگان، بعد از حمله طرفداران ترامپ به کنگره او را به اتهام تحریک به شورش استیضاح کرد. بدین ترتیب ترامپ اولین رئیس‌جمهور و اولین مقام فدرال تاریخ آمریکا شد که تاکنون دو بار استیضاح شده‌است. اتهام دیگر ترامپ تحت فشار گذاشتن مقامات ایالت جورجیا برای تغییر نتیجه انتخابات بوده‌است.

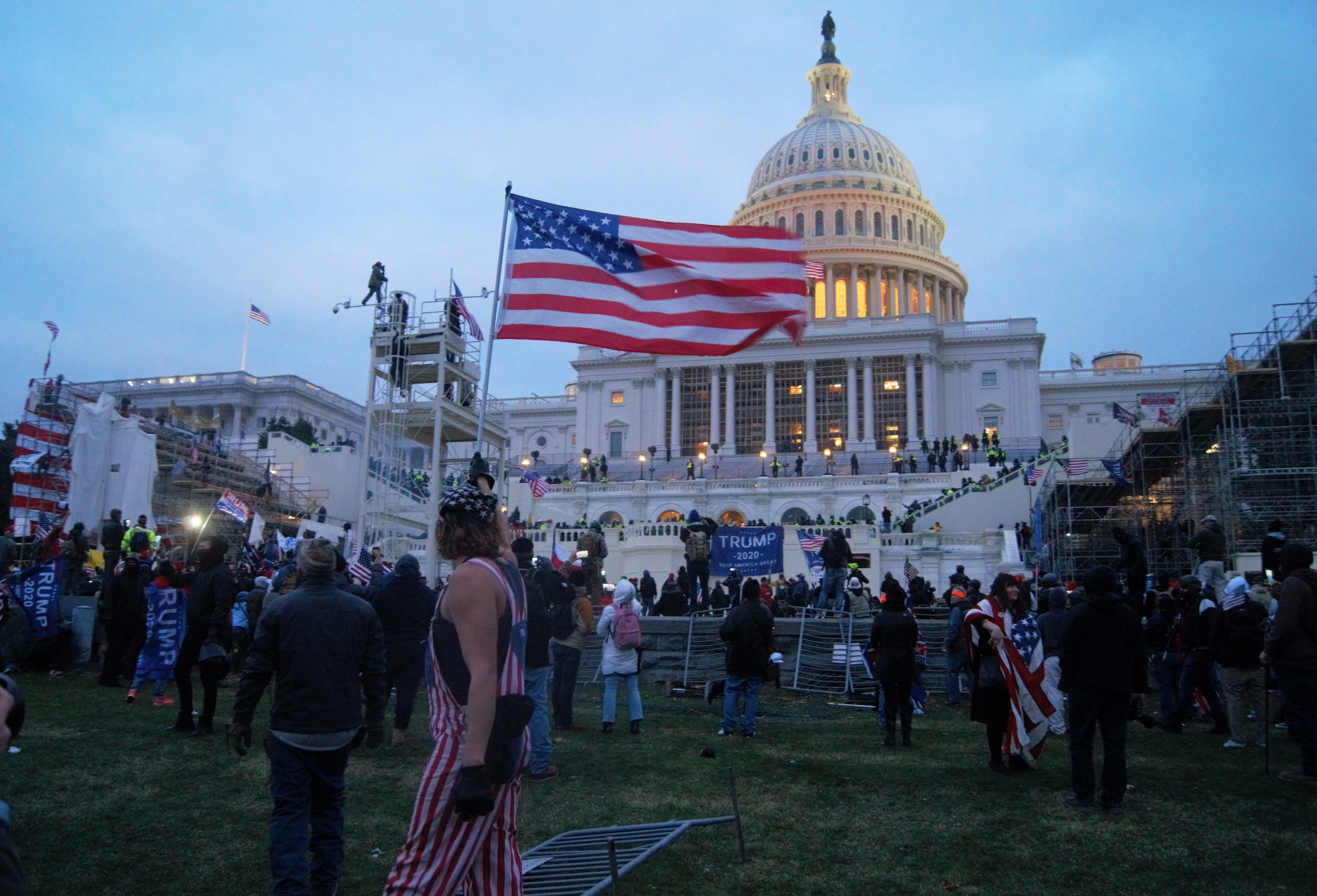
یورش به کنگره ایالات متحده (۲۰۲۱)

نانسی پلوسی، رئیس مجلس نمایندگان ایالات متحده آمریکا، چند روز پس از حمله به کاخ کنگره اعلام کرد مجلس نمایندگان در صورتی که اعضای کابینه ترامپ او را به دلیل تحریک به شورش مسلحانه علیه آمریکا با توسل به متمم بیست و پنجم قانون اساسی برکنار نکنند، پروسه استیضاح دوم را آغاز خواهد کرد. نهایتاً، مایک پنس، معاون ترامپ، برکناری رئیس‌جمهور را در راستای منافع ملت یا قانون اساسی آمریکا ندانست و در نتیجه، در روز ۱۳ ژانویه نمایندگان برای استیضاح ترامپ رای گرفتند و او با اکثریت آرا استیضاح شد. در این رای‌گیری ۱۰ نماینده جمهوری‌خواه نیز به برکناری ترامپ رای مثبت دادند.
پروسه استیضاح با اتمام رأی‌گیری در مجلس سنا و تبرئه ترامپ در تاریخ ۱۳ فوریه ۲۰۲۱ پایان یافت. برای محکومیت دونالد ترامپ در دادگاه سنا، دو سوم آرا مورد نیاز بود. در صورت محکومیت ترامپ، سنا می‌توانست برای منع‌کردن او از شرکت دوباره در انتخابات رای‌گیری کند و برای تصویب این ممنوعیت تنها به ۵۱ رای (اکثریت) نیاز داشت. تاکنون هیچ رئیس‌جمهوری در سنای آمریکا محکوم نشده‌است.

## پیش زمینه

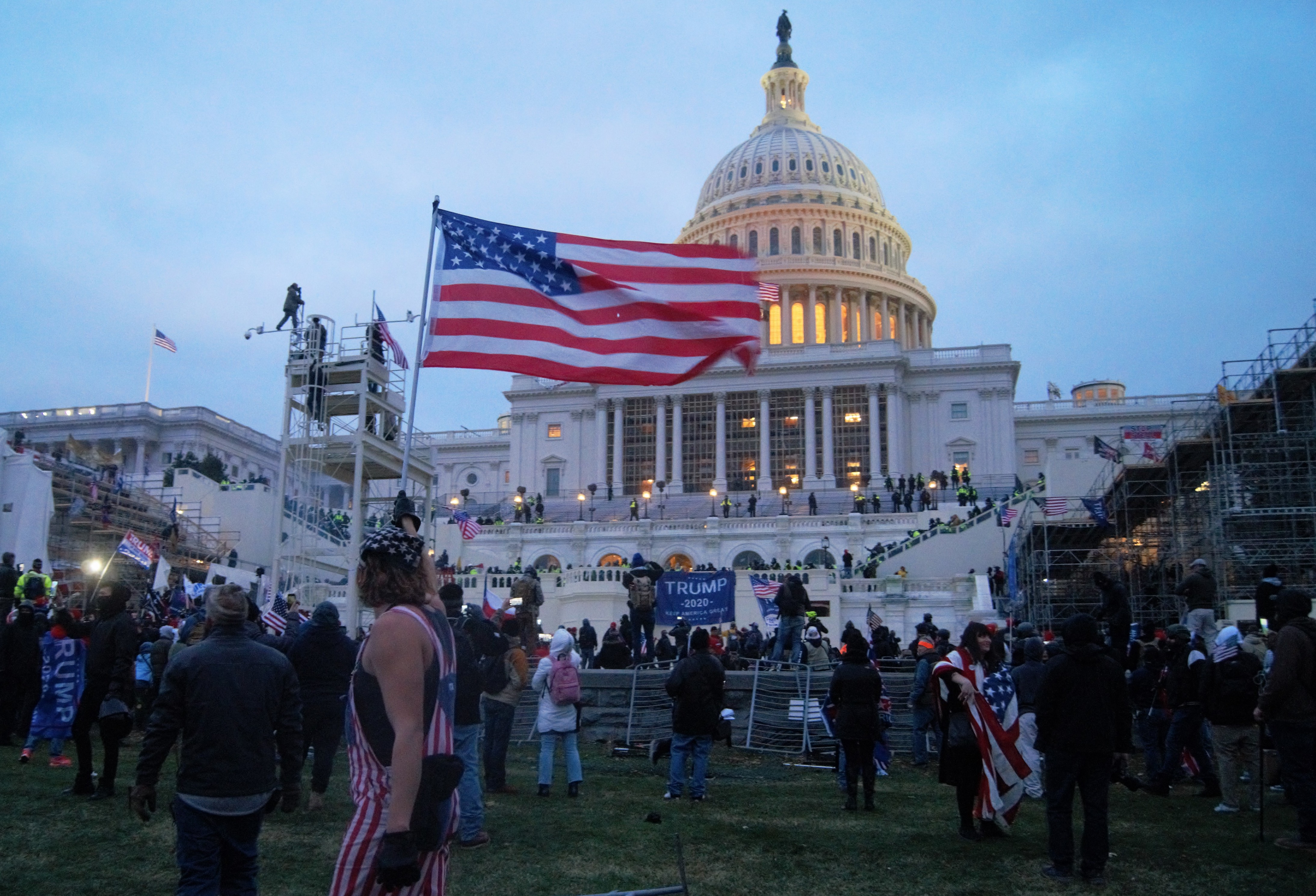
حمله به ساختمان کنگره ایالات متحده، ۲۰۲۱

در اوایل ژانویه ۲۰۲۱، رئیس‌جمهور ترامپ به دلیل اقدامات مختلف خود در تلاش برای لغو انتخابات ریاست جمهوری سال ۲۰۲۰ ایالات متحده مورد انتقاد قرار گرفت. در تاریخ ۲ ژانویه، وی با برد رفنسپرگر، وزیر خارجه جورجیا تماس گرفت تا وی را تحت فشار قرار دهد تا نتایج انتخابات ایالت را لغو کند.
در ششم ژانویه ۲۰۲۱، ترامپ در راهپیمایی نجات آمریکا در مرکز خرید ملی، جایی که سخنرانی او پر از تصاویر خشونت‌آمیز بود، سخنرانی کرد و ترامپ پیشنهاد کرد که طرفداران وی قدرت جلوگیری از روی کار آمدن جو بایدن، رئیس‌جمهور منتخب را دارند.
هنگامی که کنگره ایالات متحده برای تأیید آرای انتخاباتی انتخابات ریاست جمهوری تشکیل جلسه داد، طرفداران ترامپ برای جلوگیری از جدول‌بندی آرا و اعتراض به برنده شدن بایدن، از بازار عبور کردند و به کاپیتول ایالات متحده حمله کردند. معترضین به‌طور غیرقانونی وارد ساختمان پایتخت آمریکا شدند و در هر دو جبهه شرقی و غربی آن، از جمله در سکوی افتتاحیه که برای مراسم تحلیف بایدن ساخته شده بود، جمع شدند. پنج نفر، از جمله یک افسر پلیس کاپیتول ایالات متحده، در نتیجه ناآرامی‌ها جان خود را از دست دادند، در حالی که چندین بمب دست‌ساز در اطراف و در نزدیکی محوطه پایتخت پیدا شد. یکی دیگر از افسران پلیس کاپیتول که هنگام آشوب‌ها مشغول انجام وظیفه بود، روزها بعد با خودکشی درگذشت. در جریان شورش‌ها، ترامپ در ابتدا از حمله به پایتخت خشنود شد و اقدامی نکرد. ساعاتی پس از حادثه، ترامپ در یک سخنرانی به آشوبگران گفت: «ما شما را دوست داریم. شما بسیار خاص هستید.» و ادعاهای دروغین خود در مورد تقلب در انتخابات را تکرار کرد. کنگره ساعاتی بعد، مجدداً آراء انتخاباتی را جمع‌آوری و تأیید کرد. سپس ترامپ بیانیه‌ای منتشر کرد و در آن اظهار داشت که «تغییر منظم» قدرت در روز تحلیف وجود خواهد داشت، و این امتیاز دقیقاً دو ماه پس از روی کار آمدن بایدن است.

## رای مجلس نمایندگان
|          | دموکرات (۲۲۲)    | ۲۲۲        | –          | –          | –          |
|          | جمهوری‌خواه (۲۱۱) | ۱۰         | ۱۹۷        | –          | ۴          |
| کل (۴۳۳) | کل (۴۳۳)         | ۲۳۲        | ۱۹۷        | –          | ۴          |
| نتیجه    | نتیجه            | پذیرفته شد | پذیرفته شد | پذیرفته شد | پذیرفته شد |

## دیدگاه‌ها

### حامیان

#### مقامات ایالتی

##### فرمانداران فعلی
- گوین نیوسام فرماندار کالیفرنیا[۶]

##### فرمانداران سابق
- آرنولد شوارتزنگر فرماندار سابق کالیفرنیا (جمهوری‌خواه)[۷]
- کریس کریستی فرماندار سابق نیوجرسی (جمهوری‌خواه)[۸]
- ویلیام ولد فرماندار سابق ماساچوست (جمهوری‌خواه)[۹]

#### سازمان‌های دیگر
- خانه آزادی[۱۰]

### مخالفان

#### سناتورها
- لیندسی گراهام
- تیم اسکات

#### دیگران
- جان بولتون[۱۱]